# Yuji Naka
Yuji Naka (japansk: 中 裕司, født 17. september 1965 i Osaka, Japan) er en japansk videospilsprogrammør og tidligere formand for Sonic Team. Han er manden som sammen med Naoto Ohshima var med til at skabe Segas mest berømte spillefigur og maskot Sonic the Hedgehog.
Yuji har siden 2006 været administrerende direktør for Prope, som også producerer videospil.